# بنیامین رایخ
بنیامین رایخ (انگلیسی: Benjamin Raich؛ زادهٔ ۲۸ فوریهٔ ۱۹۷۸) اسکی‌باز آلپاین اهل اتریش است.